# Portal Sur
El Portal Sur - JFK Cooperativa Financiera, inaugurado en el año 2006, es una de las estaciones de cabecera o terminales del sistema de transporte masivo de Bogotá llamado TransMilenio inaugurado en el año 2000.

## Ubicación
El portal está ubicado en el sector occidental de la ciudad, más específicamente sobre la Avenida NQS con transversal 73B.
Atiende la demanda de los barrios Nuevo Chile, Surbaná, Nueva Roma y sus alrededores.
En las cercanías están el Terminal del Sur, el Cementerio Jardines del Apogeo.

## Origen del nombre
La estación recibe su nombre al ser la estación de cabecera de la línea NQS Sur. Sin embargo, en el marco del plan que tiene la empresa TransMilenio para buscar aliados comerciales, en octubre de 2023 se le añadió al nombre de la estación el texto «JFK Cooperativa Financiera».

## Historia
La estación comenzó a funcionar en abril de 2006.
Durante el Paro nacional de 2019, el portal y el SuperCADE anexo sufrieron diversos ataques que afectaron de forma considerable los accesos peatonales y demás infraestructura de la estación, razón por la cual no estuvo operativo el acceso peatonal por algunos días luego de lo ocurrido.

## Servicios del portal

### Rutas troncales
| Tipo                                                    | Rutas al Norte | Rutas al Sur | Rutas al Oriente | Rutas al Occidente |
| ------------------------------------------------------- | -------------- | ------------ | ---------------- | ------------------ |
| Ruta fácil                                              | 4              |              |                  |                    |
| Expresos todos los días todo el día                     | B12            |              | M47              | D22                |
| Expresos lunes a sábado todo el día                     | B11            |              |                  |                    |
| Expresos lunes a viernes hora pico de la mañana y tarde | C30            | G45          |                  |                    |
| Expresos sábados hora pico de la mañana                 |                | G45          |                  |                    |
| Expresos lunes a viernes hora pico de la mañana         |                |              | A52              |                    |
| Rutas que finalizan recorrido                           |                |              |                  |                    |
| Ruta fácil                                              | 4              | 4            | 4                | 4                  |
| Expresos todos los días todo el día                     | G12 G22 G47    | G12 G22 G47  | G12 G22 G47      | G12 G22 G47        |
| Expresos lunes a sábado todo el día                     | G11            | G11          | G11              | G11                |
| Expresos lunes a viernes hora pico de la mañana y tarde | G30G45         | G30G45       | G30G45           | G30G45             |
| Expresos sábados hora pico de la mañana                 | G45            | G45          | G45              | G45                |
| Expresos lunes a viernes hora pico de la tarde          | G52            | G52          | G52              | G52                |

### Esquema
| ← Sur | ← Sur                 | ← Sur             | ← Sur                 |       | ← Sur        | ← Sur    | ← Sur                 | ← Sur                 |
| M47   | Llegada Troncales     | Llegada Troncales |                       | Túnel |              | A52      | Llegada Troncales     | Llegada Troncales     |
|       |                       |                   |                       | Túnel | Plataforma 3 |          |                       |                       |
| G514  | Llegada Alimentadores | TC14              | 10-6G524              | Túnel |              | H640H641 | Llegada Alimentadores | Llegada Alimentadores |
| ← Sur | ← Sur                 | ← Sur             | ← Sur                 | Túnel | ← Sur        | ← Sur    | ← Sur                 | ← Sur                 |
|       |                       |                   |                       | Túnel |              |          |                       |                       |
| ← Sur | ← Sur                 | ← Sur             | ← Sur                 | Túnel | ← Sur        | ← Sur    | ← Sur                 | ← Sur                 |
| D22   | Llegada Troncales     | B11               |                       | Túnel |              | G45      | Llegada Troncales     | Llegada Troncales     |
|       |                       |                   |                       | Túnel | Plataforma 2 |          |                       |                       |
| 10-4  | Llegada Alimentadores | 10-1              | 10-5                  | Túnel |              | CSM      | Llegada Alimentadores | Llegada Alimentadores |
| ← Sur | ← Sur                 | ← Sur             | ← Sur                 | Túnel | ← Sur        | ← Sur    | ← Sur                 | ← Sur                 |
|       |                       |                   |                       | Túnel |              |          |                       |                       |
| ← Sur | ← Sur                 | ← Sur             | ← Sur                 | Túnel | ← Sur        | ← Sur    | ← Sur                 | ← Sur                 |
| B12   | Llegada Troncales     | 4                 |                       | Túnel |              | C30      | Llegada Troncales     | Llegada Troncales     |
|       |                       |                   |                       | Túnel | Plataforma 1 |          |                       |                       |
| 10-8  | Llegada Alimentadores | 10-3              | Llegada Alimentadores | Túnel |              | 10-3C    | 10-2                  | Llegada Alimentadores |
| ← Sur | ← Sur                 | ← Sur             | ← Sur                 | Túnel | ← Sur        | ← Sur    | ← Sur                 | ← Sur                 |
|       |                       | Autopista Sur     |                       |       |              |          |                       |                       |

### Servicios alimentadores
Asimismo funcionan las siguientes rutas alimentadoras:
- 10-1 circular a la Avenida Bosa
- 10-2 circular al barrio Bosa Centro
- 10-3 circular al barrio Albán Carbonel
- 10-3C circular al barrio Alameda
- 10-4 circular al barrio Bosa Laureles
- 10-5 circular al Terminal Sur
- 10-6 circular al barrio Perdomo
- 10-8 circular al barrio Olarte-Timiza
- CSM circular a la estación San Mateo

### Servicios urbanos
Así mismo funcionan las siguientes rutas urbanas en las plataformas de la estación cabecera:
- G514 circular al barrio San José.
- G524 circular al barrio Parques De Bogotá.
- H640 circular al barrio Santo Domingo.
- H641 circular al barrio Santo Domingo. (hora PM)
- TC14 circular al barrio Nueva Roma.

De igual manera, funcionan las siguientes rutas urbanas del SITP en los costados externos a la estación, circulando por los carriles de tráfico mixto sobre la Avenida NQS, con posibilidad de trasbordo usando la tarjeta TuLlave:
| Código  | Sector       | Dirección             | Rutas                                                    |
| ------- | ------------ | --------------------- | -------------------------------------------------------- |
| 4062A10 | G Br. Olarte | Autopista Sur - KR 73 | D209H209H521H712K505L613 579 599 C29 C701 P7 P24 P44 T04 |
| 623A09  | G Portal Sur | KR 77G - CL 57K Sur   | A516                                                     |

## Ubicación geográfica
| Noroeste: Bosa           | Norte: Bosa         | Nordeste: Bosa          |
| Oeste: G Estación Bosa   |                     | Este: G Perdomo         |
| Suroeste: Ciudad Bolívar | Sur: Ciudad Bolívar | Sureste: Ciudad Bolívar |